# Хаф
Хаф (енгл. Huff) је америчка телевизијска серија која је емитовала на Шоутајму две сезоне, током 2004–2006. године.

## Историја
Аутор серије је Боб Лаури. Главну улогу има Ханк Азарија, који глуми психијатра чији се живот нагло мења када 15-годишњи клијент почини самоубиство у својој канцеларији. Серија прати Хафа, његову породицу и његовог пријатеља Русела Типера, којег глуми Оливер Плат.
Прва сезона емитована је на Шоутајму између 7. новембра 2004. и 30. јануара 2005. године. Друга сезона премијерно је емитована 2. априла 2006, а завршена је 25. јуна 2006. године. Два дана пре финала, Шоутајм је објавио да серија неће имати трећу сезону , укључујући решавање кривичних пријава против Русела Типера и могућност помирења између Хафа и Бет, остали су нерешени.
Двочасовна пилот епизода снимљена је у Ванкуверу, Британска Колумбија. Касније се радња дешава у Лос Анђелесу, Калифорнија.

## Улоге
У серији су глумили, поред Ханк Азарија, Паџет Брустер, Блајт Данер (освојила је награду Еми 2005. и 2006. године за изванредну споредну главу улогу Изи), Оливер Плат, Антон Јелчин, Енди Комо, Кимберли Брукс, Лајза Лапира и Фејт Принц.
Они који су гостовали у серији током прве сезоне били су Лара Флин Бојл, Роберт Форстер, Свуси Керц, Ени Потс и Фејт Принц. У другој сезони гости су били Шерон Стоун и Анџелика Хјустон.

### Главни ликови
- Ханк Азарија - Доктор Хаф, психијатар из Лос Анђелеса чији се живот мења када се у његовој канцеларији догоди трагедија. Вечни чувар који мисли да може спасити људе, на врло бруталан начин учи да не може спасити свакога. Цели дан се бави пацијентима, а кад се врати кући, суочен је са свакодневним лудостима породичног живота.
- Паџет Брустер - Бет Хуфстот, Хафова супруга. Пружа му подршку.
- Оливер Плат - Русел Типер, Хафов адвокат и дугогодишњи пријатељ.
- Блајт Данер - Изабела Изи Хуфстот: Хафова мајка, од развода живи у стану изнад гараже.
- Антон Јелчин - Берд Хуфстот, 14-годишњи син Хафа и Бети. За њега кажу да је ,,драго дете које се брине за добробит свог оца и за оно што се догађа у породици. Веома је сјајан тинејџер."
- Енди Комо - Теодор ,,Теди" Хуфстот, Хафов млађи брат. Закључан је у приватној менталној установи.
- Кимберли Брукс - Паула Делахосе, Хафов канцеларијски менаџер који га штити онолико колико га изазива. Дуго времена је била са њим и добро познаје Хафа и његову породицу.
- Лајза Лапира - Меги дел Росарио, Руселов крајње посвећен заменик. Она се брине за њега, прикрива га и псује.
- Фејт Принц - Кели Книперс, представник продаје телевизора, кога Русел упознаје и удвара током куповине плазма телевизора. Резултат журке и пијанства је трудноћа која им мења живот.

### Понављајући ликови
| Прва сезона - Роберт Форстер - Бен Хуфстот - Свуси Керц - Медлин Саливан - Џек Лауфер - Мађарски бескућник - Ени Потс - Дорис Џонсон - Мисти Треја - Гаил - Лара Флин Бојл - Мелоди Коатар | Друга сезона - Том Скерит - Бен Хуфстот - Џек Лауфер - Мађарски бескућник - Ешли Вилијамс - Алиса - Анџелика Хјустон - Др. Лена Маркова - Шерон Стоун - Даури Ратбурн - Алекс Блек - Тим Виник |

## Епизоде

### Прва сезона (2004–05)
| Бр. еп. | Наслов               | Редитељ            | Сценариста                | Премијера          |
| --- | -------------------- | ------------------ | ------------------------- | ------------------ |
| 1 | Пилот                | Скот Винант        | Боб Ловери                | 7. новембар 2004.  |
| Др. Хаф је психијатар из Лос Анђелес-а чији се живот и каријера мења након што му 15-годишњи пацијент почини самоубиство у његовој канцеларији. Код куће, Хаф покушава да изађе на крај са ,,лудостима" своје породице. |                      |                    |                           |                    |
| 2 | Напад и одбрана      | Скот Винант        | Дејвид Меплс              | 14. новембар 2004. |
| Хаф мора да оде до лекарске комисије са својим адвокатом Руселом Типером како би одбранио себе и своју праксу. Добија новог пацијента, Мелоди Коатар, која има биполарни афективни поремећај. Хафа туже родитељи дечака који је извршио самоубиство у његовој канцеларији. |                      |                    |                           |                    |
| 3 | Журка                | Парис Баркли       | Дејвид Меплс              | 21. новембар 2004. |
| Берд тајно одлази на журку. Када Бети сазнаје шта је њен 14-годишњи син тамо радио нервира се, иако је њен супруг убеђује да је све у реду. Изијева најбоља другарица, Лоис, доживела је велики мождани удар. Хаф се мора припремити за своје сведочење. У међувремену, Русел у својој кући приређује забаву са много алкохола и дроге.                                                                      |                      |                    |                           |                    |
| 4 | Контрола             | Такер Гејтс        | Таниа Џон                 | 28. новембар 2004. |
| Хаф је узнемирен када открије да је на суђене позван изненадни сведок. Русел припрема Хафа за сведочење постављајући му узнемиравајућа питања. Бети и Изи се свађају јер Изи не поштује Бетину приватност рано ујутру. У међувремену, Берд завршава подучавање једног од својих средњошколаца. |                      |                    |                           |                    |
| 5 | Посете               | Ден Атијас         | Марк Ричард               | 5. децембар 2004.  |
| Хафа посећује отац који жели да буде посредник између њега и Изи. Бети открива да је њена мајка пронашла квржицу на дојици. Русел покушава да спасе клијента који је зависник од дроге и алкохола. На послу, Хаф открива да Мелоди жели прелазни састанак између њега и њеног новог терапеута. Посећује Дорис, мајку његовог сада мртвог пацијента, која жели да сазна више о свом сину.                     |                      |                    |                           |                    |
| 6 | Да ли је мртва?      | Скот Винант        | Боб Ловери                | 12. децембар 2004. |
| Пепер, проститутка која је, не тако давно, посећивала Русела, одлази код њега зато што је оптужена за крађу. Жели да јој он буде адвокат. Бети покушава да буде заузета док се бави карционом-ом њене мајке. Теди нестаје са излета. Хаф и Дорис се на крају разумеју. |                      |                    |                           |                    |
| 7 | Кабина               | Марк Пизнарски     | Џесика Мекринбург         | 19. децембар 2004. |
| Хаф одлучује да кампује у шуми, у породичној кабини, са оцем и сином. Ово је први пут да су три генерације заједно у кабини. Русел покреће програм детоксикације јетре, са изненађујућим резултатом. Такође, Бети се сусреће са једним од Хафиним пацијентом, док је сама код куће. |                      |                    |                           |                    |
| 8 | Хладан дан у Шангају | Ден Лернер         | Никол Миранте             | 26. децембар 2004. |
| Хаф није срећан кад се Мелоди врати у своје сексуалне фантазије, у најнеповољнијим тренуцима. Русел жели да изведе Лауру, једну од партнера из његове адвокатске фирме, на вечеру. Берд је под великим притиском вршњака да краде узорке дроге од свог оца. Русел доноси Изи да потпише папире за развод. |                      |                    |                           |                    |
| 9 | Божић је уништен     | Мет Шакман         | Таниа Џон                 | 2. јануар 2005.    |
| Хаф планира Божићну прославу која је уништена када на њу дођу Бетина болесна мајка и такмичарска сестра. Изи се труди да буде гостољубива и добронамерна. Берд глуми домаћина. |                      |                    |                           |                    |
| 10 | Добри доктор         | Елен Пресман       | Бајрон Баласко            | 9. јануар 2005.    |
| Хаф се суочава са опасностима психијатрије када млади, жељни и атрактивни фармацеутски заступници дају све од себе како би га наговорили да агресивно поступи. Русел може бити жртва савезног надзора или једноставно жртва сопствене параноје. |                      |                    |                           |                    |
| 11 | Љубомора             | Сара Пија Андерсон | Никол Миранте и Таниа Џон | 16. јануар 2005.   |
| Хаф погрешно тумачи Бетино партнерство са младим, атрактивним пословним клијентом. |                      |                    |                           |                    |
| 12 | Ташта у посети       | Марта Кулиџ        | Бајрон Баласко            | 23. јануар 2005.   |
| Док се Бети припрема за долазак своје тешко болесне мајке, раздор између ње и Хафа ескалира, стављајући их у положај у којем их никада раније нисмо видели. |                      |                    |                           |                    |
| 13 | Крај                 | Скот Винант        | Боб Ловери                | 30. јануар 2005.   |
| Хафову разборитост озбиљно доводи у питање његова породица након низ несрећних и непредвидивих догађаја, од којих је једна у којој је умешана Мелоди. Русел мора да одлучи да ли жели да буде отац или не. Изи одбија да дозволи Тедију да узме нови антипсихотични лек, који би га могао убити. Бети сазнаје да се њеној мајици проширио карцином на кичму. Берд је мало изненађен људима који га окружују. |                      |                    |                           |                    |

### Друга сезона (2006)
| Бр. еп. | Наслов                                  | Редитељ            | Сценариста                                    | Премијера       |
| --- | --------------------------------------- | ------------------ | --------------------------------------------- | --------------- |
| 14 | Мапе не говоре (Део 1)                  | Скот Винант        | Боб Ловери                                    | 2. април 2006.  |
| Хаф је љут и осећа се кривим, као и његова породица и пријатељи због његове потенцијалне кобне борбе са најбољим пријатељем, Руселом. Бетина мајка умире и она се тешко носи са тим. Изи и Берд су се удаљили од породице. У међувремену, Русел преузима новог проблематичног клијента, Даура Ратбурна. Наставиће се.. |                                         |                    |                                               |                 |
| 15 | Мапе не говоре (Део 2)                  | Скот Винант        | Боб Ловери                                    | 2. април 2006.  |
| Хаф започиње претрагу за Тедијем у Мексику, али га не може пронаћи. На крају је приморан да пита Русела, кога је замало убио и који не жели да има никакве везе са њим, за помоћ у проналажењу свог брата пре него што му се нешто драстично догоди.                                                                   |                                         |                    |                                               |                 |
| 16 | Пијани пас                              | Ден Лернер         | Бајрон Баласко                                | 9. април 2006.  |
| Хаф је мање него задовољан установом за помоћ у којој Теди бира да живи. Русел на крају тражи од Хафа да пружи стручно мишљење о понашању његовог новог клијента. Теди има дирљив тренутак са Бердом, а Бетино здравље се драстично мења.                                                                              |                                         |                    |                                               |                 |
| 17 | Слатко Издање                           | Сара Пија Андерсон | Џесика Мекленбург                             | 16. април 2006. |
| Хаф и Бети проводе сами романтични викенд. Изи упознаје мушкарца док је у коцкарници Палм Спрингс. Берд проваљује у комшијску кућу, ухваћен је. |                                         |                    |                                               |                 |
| 18 | Коришћено, злоупотребљено и некоришћено | Стив Гомер         | Џесика Мекленбург и Никол Миранте             | 23. април 2006. |
| Хаф открива да Теди постаје самосталнији након разговора са др. Леном Марков. Бети има проблема са клијентом на послу и Русел добија ултиматум од свог шефа који се не слаже с њим. |                                         |                    |                                               |                 |
| 19 | Црвено месо                             | Дан Лернер         | Никол Миранте                                 | 30. април 2006. |
| Хафа изненада посећује отац. Теди упознаје врло атрактивну младу даму док је на плажи. Изи су ухапсили. Бети одлучује да буде домаћица Паулове молитвене групе. Русел проназали свог младог клијента у кући са дрогом.                                                                                                 |                                         |                    |                                               |                 |
| 20 | Дакле ... Шта вас доводи у Армагедон?   | Сара Пија Андерсон | Марк Ричард                                   | 7. мај 2006.    |
| Хафов отац одлучује да ће продужити боравак. Лена тражи од Хафа да се обрати студентима алтернативне психијатријске терапије. Берд вређа неке људе својим последњим уметничким пројектом. |                                         |                    |                                               |                 |
| 21 | Кукуруз расте у Лос Анђелесу            | Џејмс Хејман       | Никол Миранте, Џесика Мекленбург и Боб Ловери | 14. мај 2006.   |
| Хаф и Бети се сукобљавају у канцеларији свог терапеута. Веза Тедија и Алисе почиње да буде озбиљна. Такође, Русел одлучује да посети Кели. |                                         |                    |                                               |                 |
| 22 | Радио тишина                            | Том Мур            | Бајрон Баласко                                | 21. мај 2006.   |
| Хаф се разболео, и емоционално и физички, због своје везе са Бети. Неке ствари које је Теди испричао другима о својој вези са Алисом коначно га сустигну. Русел није успео одржати важно обећање које је дао Кели. У међувремену, Бенов покушај да допре до Изи не успе.                                               |                                         |                    |                                               |                 |
| 23 | Последице                               | Глорија Музио      | Ени Брунер                                    | 4. јун 2006.    |
| Хаф одлучује да ће напустити Бети, али ни Берд ни Изи нису срећни због тога. Након што Алиса сазна шта Теди лаже, то би могло довести до краја њихове везе. У међувремену, Русел се суочава са последицама онога што је учинио Кели.                                                                                   |                                         |                    |                                               |                 |
| 24 | Нова пријатељства                       | Сара Пија Андерсон | Никол Миранте                                 | 11. јун 2006.   |
| Бети је шокирана кад јој Изи понуди да јој помогне када јој то буде потребно. Берд и Ели одлучују да се спријатеље са Џејмсом због свега што је учинио. |                                         |                    |                                               |                 |
| 25 | Црне сенке                              | Триша Брок         | Џесика Мекленбург                             | 18. јун 2006.   |
| Хафово и Руселово пријатељство је у опасности да се заврши заувек. Изи одлучује да је Берду потребна дисциплина физичке врсте. У међувремену, Тедини ментални поступци шаљу Алису на пут. |                                         |                    |                                               |                 |
| 26 | Крај                                    | Скот Винант        | Боб Ловери                                    | 25. јун 2006.   |
| Теди покушава убити своју девојку. Русел помаже Кели да роди њихово дете. Берд се разбуктава због породичних поступака и захтева да га пошању у интернат. Бети каже Хафу да не жели да се он врати кући. Изи коначно одлучује да разговара са Тедијем. Хаф одлучује да више не зна како му иде.                        |                                         |                    |                                               |                 |

## Награде и номинације
| Година | Награда                           | Категорија                                                                    | Номинован                                                     | Резултат   |
| ------ | --------------------------------- | ----------------------------------------------------------------------------- | ------------------------------------------------------------- | ---------- |
| 2005   | Награде Аритос                    | Најбољи драмски пилот                                                         | Сузан Еделман, Мишел Ален                                     | Номинација |
| 2005   | Награда Златни глобус             | Златни глобус за најбољег споредног глумца у серији, мини-серији или ТВ филму | Оливер Плат                                                   | Номинација |
| 2005   | Награда Еми за ударне термине     | Награда Еми за најбољег главног глумца у драмској серији                      | Ханк Азарија                                                  | Номинација |
| 2005   | Награда Еми за ударне термине     | Награда Еми за најбољег споредног глумца у драмској серији                    | Оливер Плат                                                   | Номинација |
| 2005   | Награда Еми за ударне термине     | Награда Еми за најбољу споредну глумицу у драмској серији                     | Блајт Данер                                                   | Освојено   |
| 2005   | Награда Еми за ударне термине     | Награда Еми за изванредну режију драмске серије                               | Скот Винант                                                   | Номинација |
| 2005   | Награда Еми за ударне термине     | Награда Еми за изванредну гостујућу глумицу у драмској серији                 | Свуси Керц                                                    | Номинација |
| 2005   | Награда Еми за ударне термине     | Награда Еми за за изванредан главни насловни дизајн                           | Трејси Чендлер, Хосе Гомез, Кристофер Маркос и Андре Стрингер | Освојено   |
| 2005   | Награда Еми за ударне термине     | Награда Еми за изванредну оригиналну главну музику                            | В. Г. Снаги Валден                                            | Номинација |
| 2005   | Награда Удружења филмских глумаца | Награда Удружења глумаца за најбољег глумца у драмској серији                 | Ханк Азарија                                                  | Номинација |
| 2006   | Награда Еми за ударне термине     | Награда Еми за најбољег споредног глумца у драмској серији                    | Оливер Плат                                                   | Номинација |
| 2006   | Награда Еми за ударне термине     | Награда Еми за најбољу споредну глумицу у драмској серији                     | Блајт Данер                                                   | Освојено   |
| 2006   | Награда Еми за ударне термине     | Награда Еми за изванредну гостујућу глумицу у драмској серији                 | Свуси Керц                                                    | Номинација |

## Домаћи медији
Хаф - прва сезона објављен је на ДВД-у у Региону 1 (Сједињене Америчке Државе, Канада, Порторико и Бермуди) 21. марта 2006. године. Свих 13 епизода, из прве сезоне, представљено је у анаморфном широком екрану (1.78: 1) са Долби Дигитал 5.1 Аудио. Додаци укључују аудио коментаре у четири епизоде, три карактера, пет минута избрисаних сцена и грешке.
Хаф - Комплетна друга сезона доступан је 2012. године као ДВД комплетна три диска, али произведен је само у формату ,,производња на захтев" преко Сони пикчерса.